# Grotte di Oliero
Le grotte di Oliero sono un complesso cavernicolo che si trova alle pendici del massiccio dell'altopiano dei Sette Comuni, in prossimità dell'abitato di Oliero (frazione del comune di Valbrenta), in provincia di Vicenza. Dalle grotte sgorga gran parte dell'acqua che penetra attraverso l'altopiano sovrastante, classico esempio di carsismo.
Le guide riferiscono che le grotte ricevono circa l'80% delle acque provenienti dall'altopiano di Asiago e che il tempo impiegato da  quest'acqua per giungere alle grotte è di poche ore (circa 8), anche se sono stati osservati notevoli incrementi della portata d'acqua dell'Oliero anche solo 3 ore dopo piogge torrenziali sull'altopiano.

## Caratteristiche

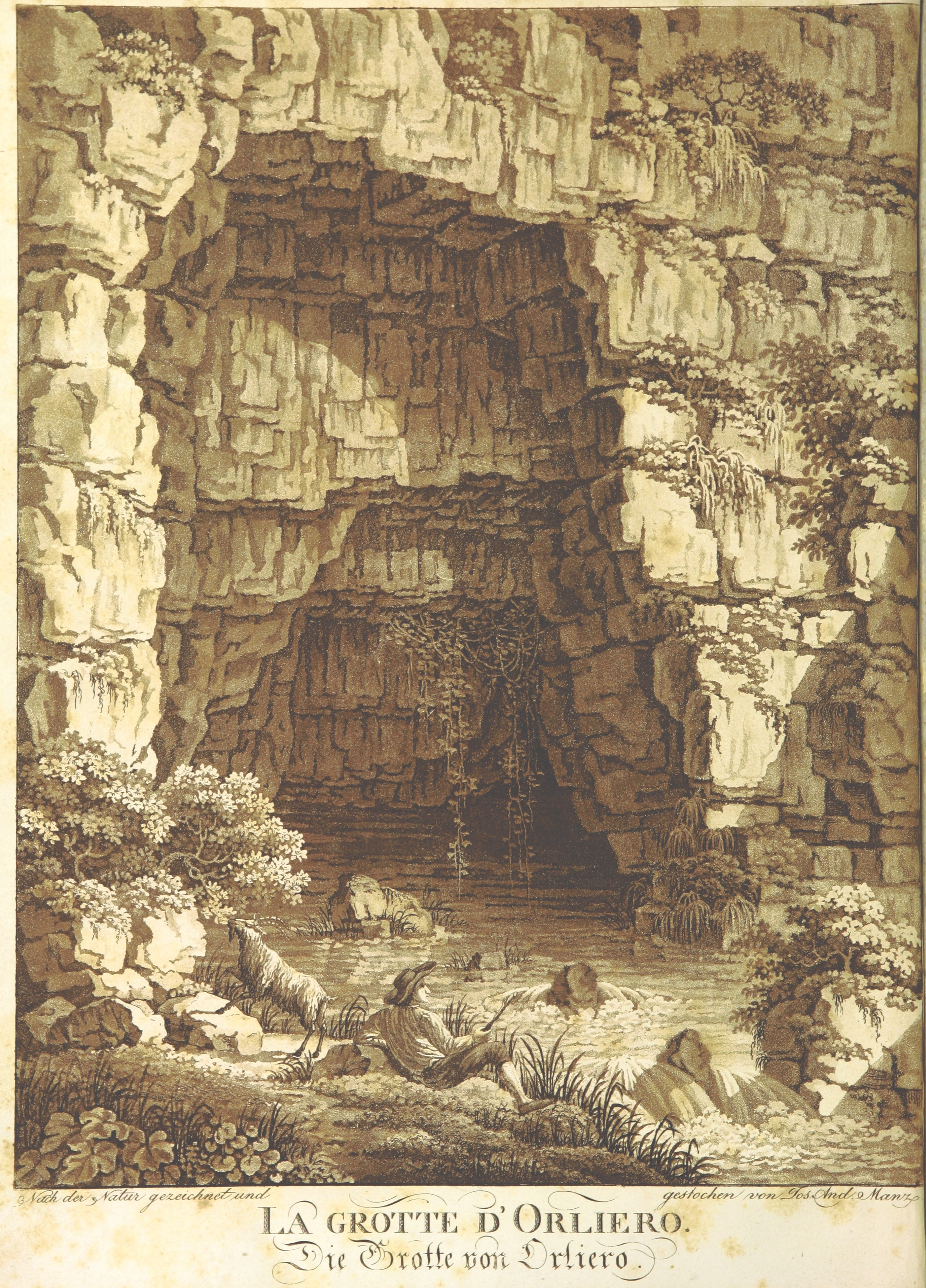
Illustrazione del 1804

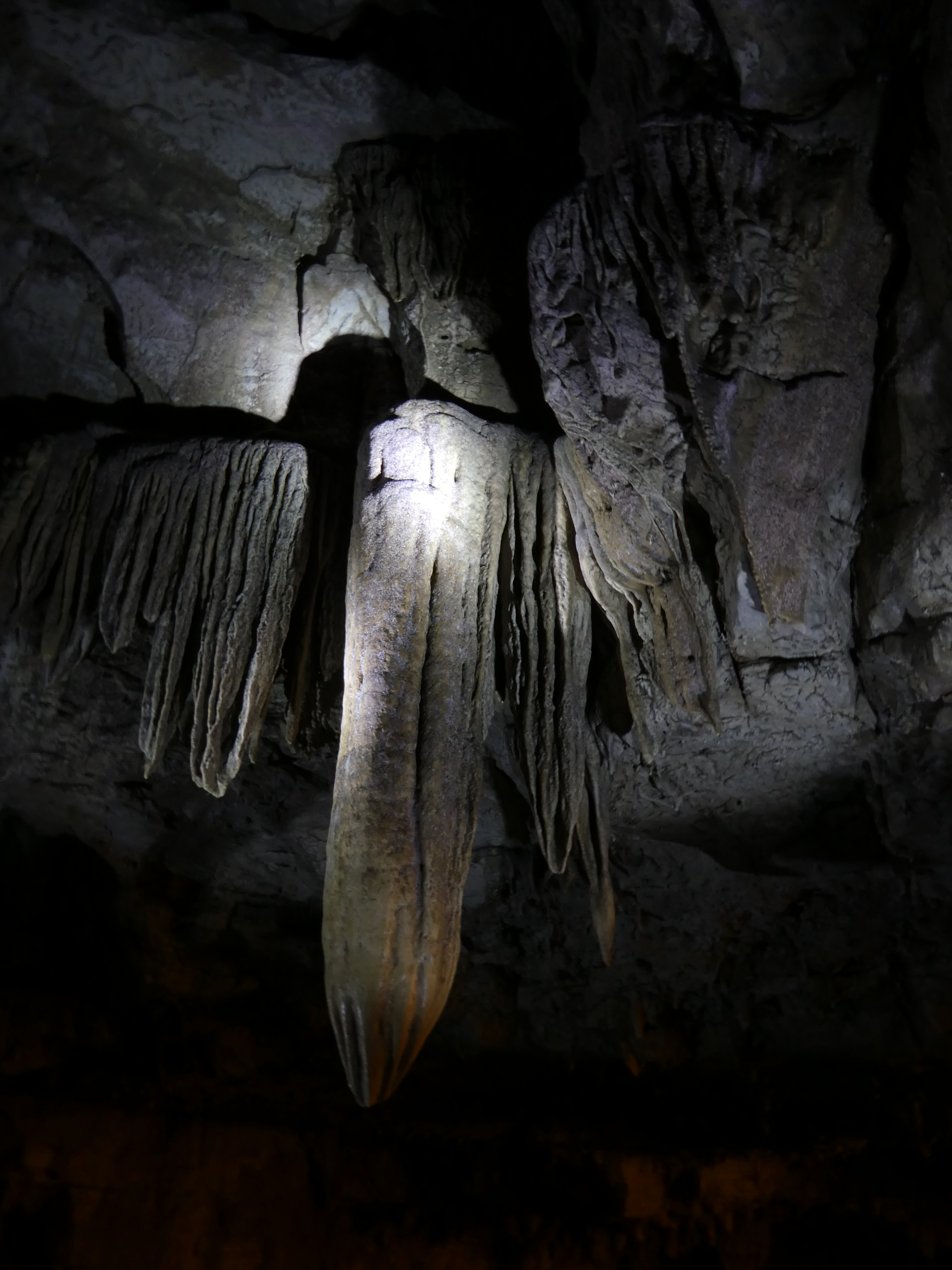
Stalattiti nella Grotta Parolini

Dalle grotte hanno origine le sorgenti del fiume Oliero, che vengono considerate  tra le più importanti sorgenti valchiusane d'Europa. La grotta-sorgente di Oliero è la più copiosa sorgente del Veneto, versando circa 8 milioni di metri cubi d'acqua al giorno .
Gli sbocchi, chiamati nel dialetto locale "còvoli", sono quattro: due sono secchi (il covolo degli assassini o degli Ezzelini e il covolo delle soree, sorelle ) e due sono gli attuali sbocchi verso il fiume. Dal principale di questi due (il covolo dei Siori, signori, o  grotta di Parolini) si può accedere con delle barche all'interno delle grotte stesse. La grotta Parolini, che prende il nome dal naturalista Alberto Parolini che la scoprì nel 1822, è aperta al pubblico sin dal 1832. La grotta si estende per circa novanta metri in lunghezza, mentre in larghezza conta una ventina di metri. L'interno è interamente occupato da un lago la cui profondità massima raggiunge i 13 metri. Il sifone della sorgente è stato esplorato per circa 10 km. Sembra essere uno dei più lunghi d'Italia e probabilmente d'Europa.
Le temperature dell'acqua e dell'aria all'interno della grotta sono pressoché costanti durante tutto l'anno, rispettivamente con 9 e 12 gradi centigradi. Tra le caratteristiche delle grotte ci sono delle stalattiti calcaree di cui una lunga circa 14 metri.
La portata delle due sorgenti è mediamente di 15 m³/s d'acqua anche se durante le stagioni piovose si può arrivare tranquillamente a raddoppiare la portata. Da ricordare la tremenda piena nel 1966 del fiume Brenta, in tale data dalle sorgenti di Oliero si stimavano circa 140 m³/s d'acqua. Le grandi quantità d'acqua vengono giustificate da un enorme sistema carsico che attinge acqua da circa il 90% della superficie dell'altopiano di Asiago.

## Fauna
Era noto che Alberto Parolini, naturalista, proprietario dei terreni e che per primo aprì le grotte al pubblico nel 1832, aveva immesso nelle acque alcuni esemplari di Proteo, provenienti dalle grotte di Postumia: alcuni anni fa degli speleologi subacquei ne hanno rintracciati una quarantina .

## Apertura al pubblico
Le grotte sono aperte al pubblico da marzo a ottobre con giorni e orari diversi di mese in mese. L'ingresso è a pagamento.
Dopo l'ingresso, un breve sentiero di circa 5 minuti passa attraverso il boschetto salendo fino al còvolo degli assassini per poi scendere a livello del fiume Oliero. La visita si effettua a bordo di imbarcazioni governate dalle speleoguide e prevede di indossare salvagente e caschetto (forniti gratuitamente all'imbarco). Dopo aver navigato attraverso l'ingresso a volta della grotta, la navigazione porta nella prima sala occupata interamente dal lago, alla fine della quale si approda per trovare un sentiero che porta alle concrezioni visitabili. Le guide accompagnano sempre i visitatori.
L'intera visita dura circa mezz'ora.